# Allobates ignotus
Allobates ignotus es una especie de anfibio anuro de la familia Aromobatidae.

## Distribución geográfica
Esta especie es endémica de la Serranía de Perijá en Colombia. Habita desde los 400 a 900 m de altitud.

## Publicación original
- Anganoy-Criollo, 2012 : A new species of Allobates (Anura, Dendrobatidae) from the western flank of the Serranía de Perijá, Colombia. Zootaxa, n.º 3308, p. 49–62.[3]